# SN 2003lx
SN 2003lx – supernowa typu Ia odkryta 24 kwietnia 2003 roku w galaktyce A161921+4105. W momencie odkrycia miała maksymalną jasność 18,50m.